# Trigonoptera laevepunctata
Trigonoptera laevepunctata là một loài bọ cánh cứng trong họ Cerambycidae.